# Мост Обреновац—Сурчин (Аутопут А2)
Мост Обреновац−Сурчин на ауто-путу А2 премоштава Колубару и Саву код Београда. Мост је део ауто-пута А2, у Србији често називаног Коридор XI. Припремни радови на изградњи моста су почели 12. фебруара 2017. године, а свечано су отворени заједно са радовима на деоници аутопута Обреновац−Сурчин 17. децембра 2019. године.